# Crying Fields
Crying Fields, auch Crying Fields – Sie wurden zu Bestien der Apokalypse (Original: Bloodeaters, auch Toxic Zombies) ist ein US-amerikanischer Horrorfilm des Regisseurs Charles McCrann aus dem Jahr 1980.

## Handlung
Ort der Handlung ist eine schwer zugängliche, hügelige Waldlandschaft. Zwei erfahrene Agenten der amerikanischen Bundespolizei überfallen in der Unternehmung „Torpedo“ einen geheimen Hippie-Campingplatz, der von einer Gruppe junger Marihuana anbauender Leute bewohnt wird. Die Staatsbediensteten gehen dabei äußerst skrupellos vor, töten eine wehrlose Schönheit, bevor sie selbst von aufgebrachten Mitgliedern der Gemeinschaft ermordet werden. Die aufgeschreckten Drogenpflanzer geraten in Panik, beschließen jedoch noch eine Woche zu verweilen, um eine größere Drogenernte einzuholen.
Die für diese Operation zuständige Behörde ist angesichts ausbleibender Erfolge im Kampf gegen den illegalen Drogenanbau zutiefst verbittert und plant daher das noch unzugelassene Pflanzenvernichtungsmittel „Dromax“ über dem vermuteten Anbaugebiet einzusetzen. Das weiße, als gefährlich geltende Pulver soll, nach dem Willen des Leitenden Agenten Briggs, heimlich mittels Flugzeug versprüht werden. Die versteckt agierenden Kriminellen werden so vorsätzlich einem erhöhten Gesundheitsrisiko ausgesetzt, gleichzeitig verbietet man dem zuständigen Beamten der Forstverwaltung, Tom Cole, die Region für einen bestimmten Zeitraum zu betreten. Der erstaunte, nichts ahnende Cole versucht daraufhin Briggs erfolglos zu kontaktieren. Folglich setzt er sich eigenmächtig über das Gebot hinweg, um – als offizielle Dienstreise getarnt – mit seiner hübschen Ehefrau Polly und seinem jüngeren Halbbruder Jay einen heiteren Angelausflug in die mittlerweile verseuchte Gegend zu unternehmen.
Derweil werden einige der Hippies als auch der Pilot des Kleinflugzeuges mit der giftigen Substanz kontaminiert. Der Hautkontakt führt nach kurzer Zeit zu einer mysteriösen Blässe der Haut sowie zu einer krankhaft gesteigerten Aggression. Die Infizierten weisen kannibalistische Züge auf, gehen fortan mit Äxten, Messern und Zähnen aufeinander los und töten instinktgetrieben ihre Freunde sowie sämtliche Urlauber/Besucher des Waldes, derer sie Habhaft werden können. Tom, Polly und Jay ahnen derweil nichts von diesen Umtrieben. Sie entspannen sich in der scheinbar idyllischen Landschaft, als sie zufällig zwei verstörte Kinder, Amy und Jimmy, auffinden, deren Eltern Opfer der willenlosen Bestien wurden. Wenig später werden sie von den Wesen attackiert. Jay wird getötet, die anderen fliehen zunächst mit dem Auto, später zu Fuß vom Ort des Geschehens. Kurzzeitige Zuflucht finden sie in einem Blockhaus eines misstrauischen Einsiedlers, welches später von den Kreaturen überrannt wird.
Auf ihrer Flucht werden die Vier schließlich vom eintreffenden Agenten Briggs nebst Gehilfen Philipps aufgelesen, der plant alle ihm gefährlich werdende Augenzeugen zu eliminieren. Cole will sich jedoch nicht kampflos seinem Schicksal übergeben, und es kommt am Ende des Films zu diversen Handgemengen in deren Verlauf alle Hippies sowie beide Agents getötet werden. Unglücklicherweise stirbt auch Toms Ehefrau Polly. In der letzten Szene des Films plant der inzwischen aus der Behörde ausgeschiedene Cole die beiden überlebenden Geschwister zu besuchen, die seit jenem Vorfall bei ihren Großeltern leben.

## Kritiken
Das Lexikon des internationalen Films schrieb, der Film sei ein „blutrünstiges Horror-Spektakel“, welches sich „zynisch und unbeholfen aus einschlägigen Motiven“ zusammensetze.